# Toshiko Akiyoshi

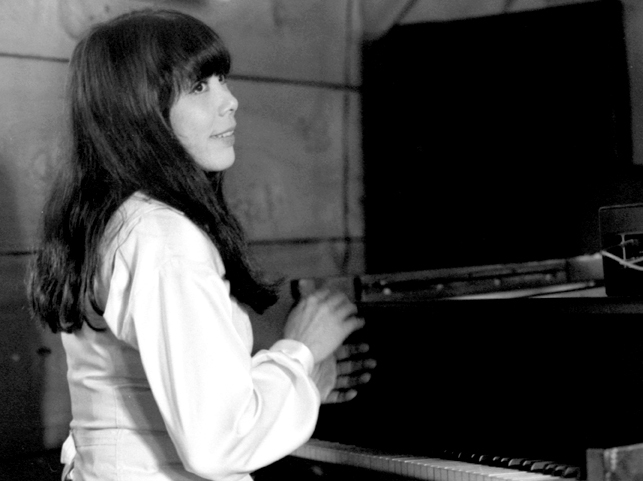
Toshiko Akiyoshi (1978)

Toshiko Akiyoshi (jap. 穐吉 敏子 bzw. 秋吉 敏子), bzw. 龝吉 敏子, Akiyoshi Toshiko; * 12. Dezember 1929 in Liaoyang (manchmal wird auch Dalian, China als Geburtsort genannt) ist eine japanische Jazz-Pianistin, Komponistin, Arrangeurin und Bigband-Leaderin.

## Leben
Sie wurde in der Mandschurei geboren, wohin die Familie aus Japan ausgewandert war. Nach Ende des Zweiten Weltkriegs kehrten sie wieder nach Japan zurück. Sie lernte mit sieben Jahren Piano zu spielen und spielte im Alter von 16 Jahren in Lokalen für amerikanische Soldaten in Beppu. Als sie Teddy Wilson auf Platten hörte, begann sie sich für Jazz zu interessieren und lernte durch das Anhören der Platten autodidaktisch das Improvisieren. 1952 bildete sie eine eigene Band, u. a. mit Sadao Watanabe. Auf seiner Japan-Tournee 1952 fiel sie Oscar Peterson auf, der sie Norman Granz empfahl. Dieser wiederum brachte 1953 ihr erstes Album Toshiko’s Piano mit der damaligen Oscar Peterson Rhythm Section (J. C. Heard (Schlagzeug), Ray Brown und Herb Ellis (Gitarre)) heraus.

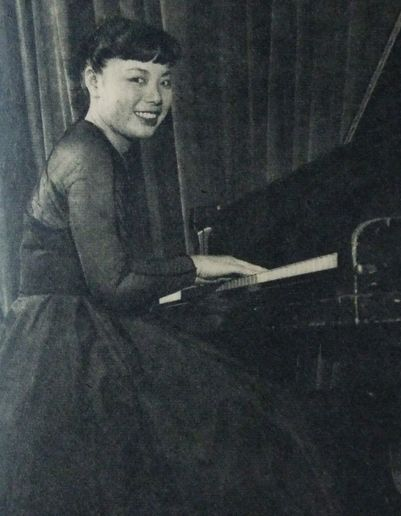
Toshiko Akiyoshi 1955

1955 erhielt sie ein Stipendium zum Studium am Berklee College of Music in Boston. Gleichzeitig spielte sie im Storyville Club von George Wein, nahm mit Roy Haynes, Ed Thigpen, Paul Chambers und Oscar Pettiford auf (der auch bisweilen bei ihren Auftritten im Hickory House in New York mitspielte) und spielte 1956 auf dem Newport Jazz Festival. In ihrem Abschlussjahr 1959 heiratete sie den Saxophonisten Charlie Mariano, mit dem sie in mehreren gemeinsamen Bands (Toshiko-Mariano Quartett) bis zu ihrer Scheidung 1967 spielte. 1962 spielte sie mit Charles Mingus (Town Hall Concert), um dann drei Jahre nach Japan zu gehen. Nach der Rückkehr 1965 nach New York City arbeitete sie zeitweise in einer Radio-Serie.
1969 heiratete sie den Saxophonisten und Flötisten Lew Tabackin (* 1940 in Philadelphia), mit dem sie ein Quartett gründete und 1972 nach Los Angeles zog, da Tabackins Arbeitgeber, die Fernseh-Tonight Show, dorthin umzog. Beide gründeten dort 1973 eine Big Band aus Studiomusikern, u. a. mit Peter Donald, Gary Foster, Bobby Shew und Britt Woodman, für die Akiyoshi arrangierte und komponierte. Ihr erstes Album Kogun erschien 1974. Der Name bedeutet „Ein-Mann Armee“ und spielt auf die japanischen Soldaten an, die Jahrzehnte nach dem Krieg im Dschungel auf Posten blieben. Gleichzeitig war das auch nach ihren eigenen Worten die erste ihrer Kompositionen, die versuchte Einflüsse japanischer Musik und im Gegensatz zu westlicher Musik einen „horizontalen“ statt vertikalen Aufbau einzubauen. Das Album Insights von 1976 wurde 1978 von Down Beat zum Album des Jahres gewählt; die Big Band hatte sowohl bei Kritikern als auch beim Publikum Erfolg. 1982 zogen beide nach New York City, wo die Band unter dem Namen Toshiko Akiyoshi Jazz Orchestra neu gegründet wurde.
Sie bevorzugt als Arrangeurin nach eigenen Worten „Small groups with lot of colors“, wozu die Verwendung von Vielfach-Instrumentalisten unter den Holzbläsern wie Frank Wess passt. Sie verwendet auch einen fünfteiligen (statt wie üblich vierteiligen) Saxophonsatz und sieht im Schlagzeuger ihrer Big Band eine Schlüsselposition, der bei Bedarf die Verbindung zwischen Blechbläsern und Saxophonen herstellen muss.
Die Band spielte regelmäßig im Birdland, wurde aber von Akiyoshi 2003 aufgelöst, da sie keine Big-Band-Plattenverträge in den USA bekommen konnte. Sie veröffentlichte aber viele Platten in kleinen Gruppen als Pianistin, z. B. Interlude von 1987. Als Komponistin brachte sie neben Bebop Wurzeln klassische Konzertformen und bewusst viele japanische Einflüsse ein. 1999 spielte ihre Big Band auf dem Monterey Jazz Festival eine Suite zu Duke Ellingtons 100. Geburtstag, 2001 komponierte sie eine Suite Hiroshima – rising from the abyss, die beim Jahrestag des Abwurfs der Atombombe in Hiroshima uraufgeführt wurde. Im Dezember 2006 konnte sie noch einmal einen großen Teil ihrer ehemaligen Big-Band-Mitglieder zu einem Konzert anlässlich ihres 60-jährigen Bühnenjubiläums in Japan versammeln.

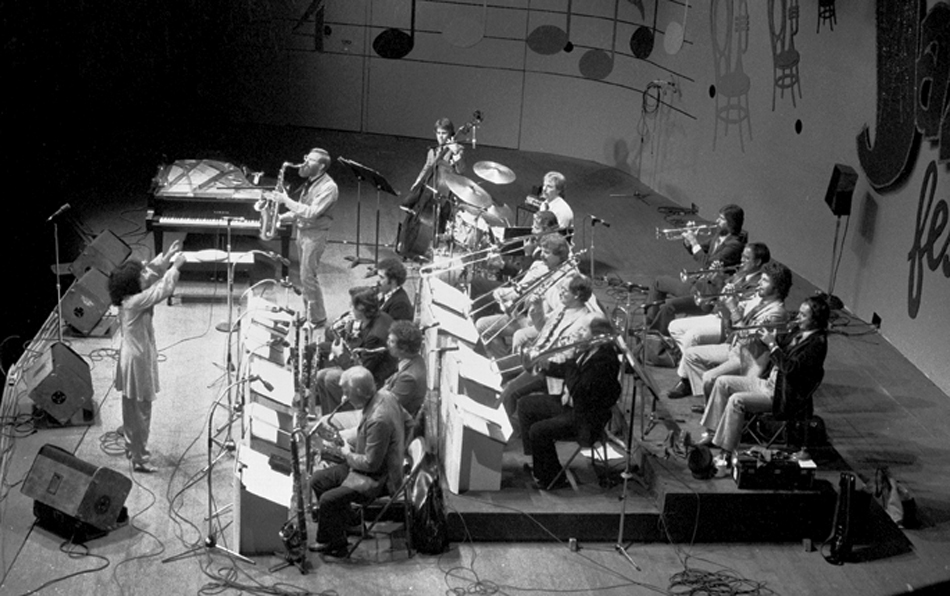
Toshiko Akiyoshi dirigiert ihre Big-Band 1981, Monterey Jazz Festival

2007 nahm sie ihre Drum conference (eigentlich für japanische Trommler geschrieben) und ihr im Auftrag des Lincoln Center geschriebenes Let freedom swing (nach Texten von Eleanor Roosevelt) mit der SWR-Bigband auf (Doppel-CD Let Freedom Swing, Hänssler Classic).
Mit Charlie Mariano hat sie eine gemeinsame Tochter Monday Michiru (geboren 1963), die als Sängerin und Schauspielerin arbeitet.
Sie war in den 1980er Jahren mehrfache Gewinnerin von Down-Beat-Kritiker-Polls sowohl für Big-Bands, Komponisten als auch Arrangeure und im Bereich Big-Band 14 mal für den Grammy nominiert worden. Sie gilt als eine der führenden Jazz-Komponisten und Arrangeure.
1984 wurde ein Dokumentarfilm über sie gedreht (Jazz is my native language). 2007 erhielt sie die NEA Jazz Masters Fellowship. Sie wurde auch in Japan mit hohen Preisen geehrt. 1986 erhielt sie den Liberty Award der Stadt New York.